# 沃蒂耶尔蒙
沃蒂耶尔蒙（法語：Vauthiermont，法語發音：[votjɛʁmɔ̃]）是法国勃艮第-弗朗什-孔泰大区贝尔福地区省的一个市镇，属于贝尔福区。该市镇2009年时的人口为210人。

## 人口
沃蒂耶尔蒙人口变化图示
| 数据来源：INSEE |